# Fiquefleur-Équainville
Fiquefleur-Équainville település Franciaországban, Eure megyében. Lakosainak száma 743 fő (2022. január 1.). Fiquefleur-Équainville Ablon, Fatouville-Grestain és Manneville-la-Raoult községekkel határos.

## Népesség
A település népességének változása:
| Lakosok száma | 462  | 477  | 496  | 623  | 692  | 701  | 725  | 739  | 748  | 743  |
|               | 1968 | 1982 | 1990 | 2006 | 2013 | 2015 | 2017 | 2019 | 2020 | 2022 |